# Afrobarometer
Der Afrobarometer ist ein pan-afrikanisches, überparteiisches Meinungsforschungsinstitut, das Umfragen zu Themen wie Demokratie, Regierungsführung und Wirtschaft in Afrika durchführt. Der Hauptsitz befindet sich in Accra, Ghana.

## Geschichte
Drei unabhängige Forschungsprojekte, die von den Mitbegründern des Afrobarometers, Michael Bratton, Robert Mattes und Emmanuel Gyimah-Boadi, geleitet wurden, schlossen sich 1999 zum Afrobarometer zusammen. Die drei Kernpartner sind: Die Michigan State University, das Institut für Demokratie in Südafrika (Idasa) und das Zentrum für demokratische Entwicklung in Ghana (CDD-Ghana). Michael Bratton war der erste Geschäftsführer des Afrobarometers. Stand 2020 ist Gyimah-Boadi Exekutivdirektor des Afrobarometers und emeritierter Professor an der Universität von Ghana.
Im Jahre 2004 erhielt Afrobarometer den „Best Data Set Award“ von der American Political Science Association.

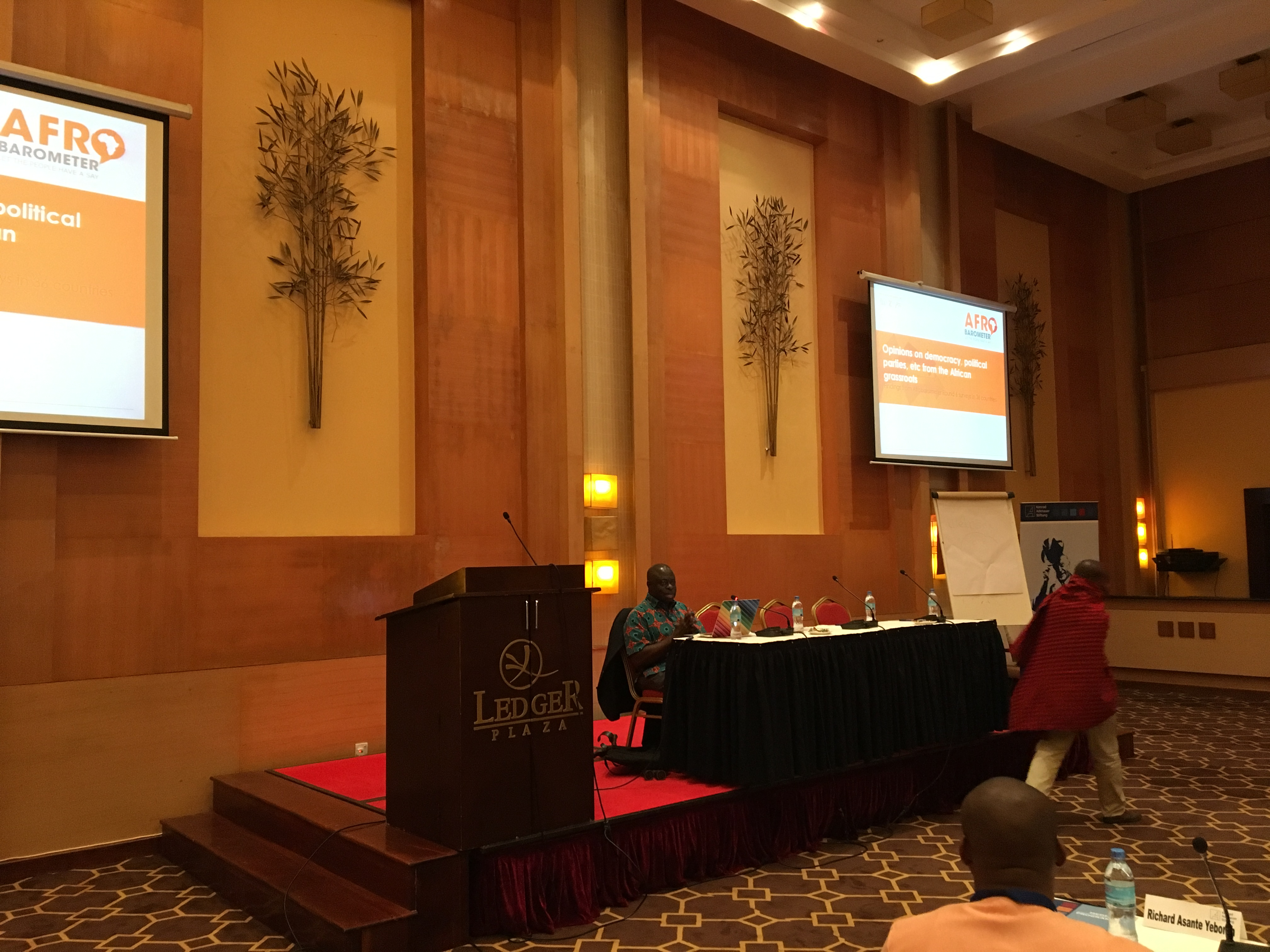
Präsentation von Umfrageergebnissen

Das Institut, das auch als Forschungsnetzwerk bezeichnet wird, hat seit 1999 sechs Erhebungsrunden in bis zu 37 afrikanischen Ländern durchgeführt. Der Schwerpunkt der Befragungen liegt auf reformorientierten oder demokratischen Staaten wie Benin, Ghana, Kenia, Mali, Nigeria, Senegal, Südafrika oder Tansania. Die Ergebnisse der Meinungsforschung werden mit Entscheidungsträgern, politischen Fürsprechern, Lehrkräften, Journalisten, Forschern, Spendern und Investoren sowie mit aktiven Bürgern geteilt.
Das Afrobarometer deckt nach eigenen Angaben derzeit 21 Umfrage-Themen ab: Konflikt und Kriminalität, Demokratie, Wahlen, Gleichstellung der Geschlechter, Regierungsführung, Identität, Makroökonomie und Märkte, politische Partizipation, Armut, öffentliche Dienste, Sozialkapital, Toleranz, Zugang zu Justiz, Staatsbürgerschaft, China, Energieversorgung und Pan-Afrikanismus/Regionalismus.
Afrobarometer wird im Global Go To Think Tank Index Report, der vom Lauder Institute, University of Pennsylvania, veröffentlicht wird, als eine der weltweit besten institutionellen Kooperationen zwischen zwei oder mehr Think Tanks eingestuft.